# Steve McCarter
Stephen "Steve" McCarter (16 de febrero de 1947) es un miembro del partido demócrata y de la Cámara de Representantes de Pennsylvania, representando al distrito 154 desde 2012. El distrito se sitúa en los condados Montgomery y Filadelfia, incluyendo el municipio de Cheltenham, Jenkintown, municipio de Springfield y parte de Filadelfia.
- Datos: Q14299601
- Multimedia: Steve McCarter / Q14299601